# Alchemilla lunaria
Alchemilla lunaria är en rosväxtart som beskrevs av S. Fröhner. Alchemilla lunaria ingår i släktet daggkåpor, och familjen rosväxter. Inga underarter finns listade i Catalogue of Life.